# Puaikura (circonscription)
Inscrits : - (2006)
Puaikura est une ancienne circonscription électorale des îles Cook située sur l'île de Rarotonga. Ses frontières correspondaient à celle du district d'Arorangi et de la tribu (vaka) éponyme de Puaikura. La circonscription avait 2 sièges à l'Assemblée législative des îles Cook. En d'autres termes chaque électeur avait la possibilité de voter pour 2 des candidats en lice. 
Le nouveau découpage électoral de 1981 subdivisa Puaikura en deux nouvelles circonscriptions, Ruaau et Murienua, en s'appuyant cette fois-ci sur le découpage traditionnel du tapere (sous-tribus).